# Национальная лига (дивизион)
Национальная лига (англ. The National League; официальное спонсорское название — Национальная лига Vanarama (англ. Vanarama National League) является высшим дивизионом системы национальных лиг Англии и пятым по значимости дивизионом в системе футбольных лиг Англии после Премьер-лиги, Чемпионшипа, Лиги 1 и Лиги 2. В отличие от четырёх вышестоящих дивизионов, в Национальной лиге, наряду с профессиональными, выступают и полупрофессиональные клубы. Национальная лига является низшей и последней лигой общенационального уровня в системе футбольных лиг Англии.
С 2015 по 2019 год официальным спонсором Национальной лиги была компания Vanarama. В сезоне 2019/20 спонсором турнира являлась компания Motorama.
До сезона 2015/16 лига носила название «Национальная конференция».

## История
Основная статья: История Национальной лиги
Лига была создана под названием Альянс Премьер-лиги (англ. Alliance Premier League) в 1979 году. Эта лига была первой английской лигой национального размаха, находящейся классом ниже Футбольной лиги Англии. В неё вошли лучшие клубы Северной Премьер-лиги и Южной Футбольной лиги. С созданием Национальной Конференции достаточно сильно улучшилось качество футбола в низших национальных лигах Англии, а также финансовое положение выступающих в ней клубов. В сезоне 1986/87 в Футбольной лиге Англии была упразднена система подачи заявок на вступление в Футбольную Лигу, что объединило все дивизионы в единую систему футбольных лиг. Первым клубом, вышедшим в Четвёртый дивизион стал «Скарборо», а «Линкольн Сити» — первым, выбывшим в Конференцию. Годом позже «Линкольн Сити» вернулся в Четвёртый дивизион, став чемпионом Конференции.
С сезона 2002/03 было решено, что из Национальной Конференции будет выходить в Футбольную лигу две команды: чемпион Национальной Конференции и победитель плей-офф, в котором участвуют четыре команды со второго по пятое место. По состоянию на начало сезона 2002/03, если команда добившаяся права выхода из Национальной Конференции, не имеет стадиона отвечающего требованиям Футбольной Лиги, то её место будет отдано клубу который располагает таким стадионом. В сезоне 2004/05 Футбольная Конференция была расширена, в неё было добавлено ещё два параллельных нижних дивизиона, Северная Конференция и Южная Конференция, в результате Национальная Конференция стала высшим дивизионом Футбольной Конференции. В сезоне 2006/07 количество клубов в Национальной Конференции увеличилось с 22-х до 24-х, а количество команд переходящих между дивизионами — до четырёх.
Первым официальным спонсором лиги была фирма-производитель спортивного инвентаря Gola из города Лестер, которая спонсировала лигу во время сезонов 1984/85 и 1985/86. После прекращения сотрудничества с компанией Gola, спонсором стал автопроизводитель Vauxhall Motors — дочерняя компания американского объединения General Motors в Великобритании, которая взяла на себя спонсорство вплоть до конца сезона 1997/98. Сезон 1998/99 начался без спонсора, но до конца сезона была достигнута договорённость о спонсорстве с фирмой Nationwide Building Society, которая является строительным сберегательным банком. Это сотрудничество продолжалось до конца сезона 2006/07. В апреле 2007 года было объявлено, что Национальная Конференция подписала спонсорский контракт на три года с фирмой Blue Square, занимающаяся игровым бизнесом. По условиям сделки все три лиги Конференции будут носить название Blue Square с сезона 2007/08. Национальная Конференция получила название Blue Square Premier, Северная Конференция — Blue Square North, а Южная Конференция — Blue Square South. В апреле 2010 года было объявлено, что Blue Square будет продолжать спонсировать лигу ещё три года.
В июле 2013 было объявлено, что новым спонсором Конференции станет электронная платёжная система Skrill, более известная под старым названием Moneybookers.
В следующем сезоне Лига заключила трёхлетний спонсорский контракт с компанией Vanarama.

## Телетрансляции
В августе 2006 года ирландская телекомпания Setanta Sports заключила 5-летний контракт с Футбольной Конференцией. По условиям сделки, Setanta Sports стала показывать матчи с сезона 2007/08, всего 79 матчей в сезон. В рамках проекта транслировались матчи плей-офф, а также Кубок Футбольной Конференции. Setanta Sports показывала 2 матча в неделю, один в четверг вечером и один в выходные дни. В Австралии Национальная конференция транслировалась на Setanta Sports Australia. После того как Setanta Sports постигли финансовые проблемы, она прекратила вещание в Великобритании 23 июня 2009 года. В августе 2010 телеканал Premier Sports объявил о покупке эксклюзивных прав на показ 30 матчей, в том числе все 5 матчей плей-офф, за сезон на срок 3 сезона.

## Участники в сезоне 2022/23
| Команда              | Город               | Стадион          | Вместимость |
| -------------------- | ------------------- | ---------------- | ----------- |
| Барнет               | Лондон (Харроу)     | Хайв             | 6418        |
| Борем Вуд            | Боремвуд            | Медоу Парк       | 4502        |
| Бромли               | Лондон (Бромли)     | Хейз Лейн        | 5300        |
| Галифакс Таун        | Галифакс            | Шей              | 10 400      |
| Гейтсхед             | Гейтсхед            | Гейтсхед         | 11 800      |
| Дагенем энд Редбридж | Лондон (Дагенем)    | Виктория Роуд    | 6078        |
| Доркинг Уондерерс    | Доркинг             | Медоубэнк        | 3000        |
| Истли                | Истли               | Силверлейк       | 5250        |
| Йовил Таун           | Йовил               | Хьюиш Парк       | 9566        |
| Йорк Сити            | Йорк                | Йорк Коммьюнити  | 8500        |
| Мейденхед Юнайтед    | Мейденхед           | Йорк Роуд        | 4000        |
| Мейдстон Юнайтед     | Мейдстон            | Галлахер         | 4200        |
| Ноттс Каунти         | Ноттингем           | Медоу Лейн       | 19 588      |
| Олдем Атлетик        | Олдем               | Баундари Парк    | 13 513      |
| Олдершот Таун        | Олдершот            | Рикриейшн Граунд | 7200        |
| Олтрингем            | Олтрингем           | Мосс Лейн        | 7700        |
| Рексем               | Рексем              | Рейскорс Граунд  | 10 771      |
| Саутенд Юнайтед      | Саутенд-он-Си       | Рутс Холл        | 12 392      |
| Сканторп Юнайтед     | Сканторп            | Глэнфорд Парк    | 9088        |
| Солихалл Мурс        | Солихалл            | Дэмзон Парк      | 5500        |
| Торки Юнайтед        | Торки               | Плейнмур         | 6500        |
| Уилдстон             | Лондон (Хиллингдон) | Гросвенор Вейл   | 4085        |
| Уокинг               | Уокинг              | Кингфилд         | 6036        |
| Честерфилд           | Честерфилд          | Текник           | 10 504      |

## Список победителей
| Сезон   | Чемпион                 | Победитель плей-офф |
| ------- | ----------------------- | ------------------- |
| 1979/80 | Олтрингем1              |                     |
| 1980/81 | Олтрингем1              |                     |
| 1981/82 | Ранкорн1                |                     |
| 1982/83 | Энфилд1                 |                     |
| 1983/84 | Мейдстон Юнайтед1       |                     |
| 1984/85 | Уэлдстон1               |                     |
| 1985/86 | Энфилд1                 |                     |
| 1986/87 | Скарборо                |                     |
| 1987/88 | Линкольн Сити           |                     |
| 1988/89 | Мейдстон Юнайтед        |                     |
| 1989/90 | Дарлингтон              |                     |
| 1990/91 | Барнет                  |                     |
| 1991/92 | Колчестер Юнайтед       |                     |
| 1992/93 | Уиком Уондерерс         |                     |
| 1993/94 | Киддерминстер Харриерс2 |                     |
| 1994/95 | Маклсфилд Таун2         |                     |
| 1995/96 | Стивенидж Боро2         |                     |
| 1996/97 | Маклсфилд Таун          |                     |
| 1997/98 | Галифакс Таун           |                     |
| 1998/99 | Челтнем Таун            |                     |
| 1999/00 | Киддерминстер Харриерс  |                     |
| 2000/01 | Рашден энд Даймондс     |                     |
| 2001/02 | Бостон Юнайтед3         |                     |
| 2002/03 | Йовил Таун              | Донкастер Роверс    |
| 2003/04 | Честер Сити             | Шрусбери Таун       |
| 2004/05 | Барнет                  | Карлайл Юнайтед     |
| 2005/06 | Аккрингтон Стэнли       | Херефорд Юнайтед    |
| 2006/07 | Дагенем энд Редбридж    | Моркам              |
| 2007/08 | Олдершот Таун           | Эксетер Сити        |
| 2008/09 | Бертон Альбион          | Торки Юнайтед       |
| 2009/10 | Стивенидж Боро          | Оксфорд Юнайтед     |
| 2010/11 | Кроли Таун              | Уимблдон            |
| 2011/12 | Флитвуд Таун            | Йорк Сити           |
| 2012/13 | Мансфилд Таун           | Ньюпорт Каунти      |
| 2013/14 | Лутон Таун              | Кембридж Юнайтед    |
| 2014/15 | Барнет                  | Бристоль Роверс     |
| 2015/16 | Челтнем Таун            | Гримсби Таун        |
| 2016/17 | Линкольн Сити           | Форест Грин Роверс  |
| 2017/18 | Маклсфилд Таун          | Транмир Роверс      |
| 2018/19 | Лейтон Ориент           | Солфорд Сити        |
| 2019/20 | Барроу                  | Харрогит Таун       |
| 2020/21 | Саттон Юнайтед          | Хартлпул Юнайтед    |
| 2021/22 | Стокпорт Каунти         | Гримсби Таун        |

Примечания.

↑ Победитель не выходил в Футбольную лигу до 1987 года.

↑ «Бостон Юнайтед» не вышел в Футбольную лигу, из-за того что вместимость его стадиона была не достаточной для Футбольной лиги, правило существовало до 1997 года.

↑ «Бостон Юнайтед» смог занять первое место и вышел в Футбольную лигу, несмотря на то что был признан виновным в серьёзных финансовых нарушениях. Позднее после вылета из Футбольной лиги в конце сезона 2006/07, из-за текущих финансовых проблем и нарушений в клубе, клуб был сразу понижен до Северной Конференции.

## Результаты плей-офф
| Сезон   | Первый полуфинал (2 и 5)                                                                 | Второй полуфинал (3 и 4)                                                                | Финал                                                                         |
| ------- | ---------------------------------------------------------------------------------------- | --------------------------------------------------------------------------------------- | ----------------------------------------------------------------------------- |
| 2002/03 | Дагенем энд Редбридж 2:1 Моркам 2:1 Дагенем энд Редбридж Дагенем победил 3:2 по пенальти | Донкастер Роверс 1:1 Честер Сити 1:1 Донкастер Роверс Донкастер победил 4:3 по пенальти | Донкастер Роверс 3:2 Дагенем энд Редбридж Донкастер победил забив золотой гол |
| 2003/04 | Олдершот Таун 1:1 Херефорд Юнайтед 0:0 Олдершот Таун Олдершот победил 4:2 по пенальти    | Барнет 2:1 Шрусбери Таун 1:0 Барнет Шрусбери победил 5:3 по пенальти                    | Олдершот Таун 1:1 Шрусбери Таун Шрусбери победил 3:0 по пенальти              |
| 2004/05 | Олдершот Таун 1:0 Карлайл Юнайтед 2:1 Олдершот Таун Карлайл победил 5:4 по пенальти      | Стивенидж Боро 1:1 Херефорд Юнайтед 0:1 Стивенидж Боро                                  | Карлайл Юнайтед 1:0 Стивенидж Боро                                            |
| 2005/06 | Галифакс Таун 3:2 Грейс Атлетик 2:2 Галифакс Таун                                        | Моркам 1:1 Херефорд Юнайтед 3:2 Моркам                                                  | Херефорд Юнайтед 3:2 Галифакс Таун в доп. время                               |
| 2006/07 | Эксетер Сити 0:1 Оксфорд Юнайтед 1:2 Эксетер Сити Эксетер победил 4:3 по пенальти        | Йорк Сити 0:0 Моркам 2:1 Йорк Сити                                                      | Моркам 2:1 Эксетер Сити                                                       |
| 2007/08 | Бертон Альбион 2:2 Кембридж Юнайтед 2:1 Бертон Альбион                                   | Эксетер Сити 1:2 Торки Юнайтед 1:4 Эксетер Сити                                         | Кембридж Юнайтед 0:1 Эксетер Сити                                             |
| 2008/09 | Стивенидж Боро 3:1 Кембридж Юнайтед 3:0 Стивенидж Боро                                   | Торки Юнайтед 2:0 Хистон 1:0 Торки Юнайтед                                              | Кембридж Юнайтед 0:2 Торки Юнайтед                                            |
| 2009/10 | Лутон Таун 0:1 Йорк Сити 1:0 Лутон Таун                                                  | Оксфорд Юнайтед 2:0 Рашден энд Даймондс 1:1 Оксфорд Юнайтед                             | Оксфорд Юнайтед 3:1 Йорк Сити                                                 |
| 2010/11 | Флитвуд Таун 0:2 Уимблдон 6:1 Флитвуд Таун                                               | Рексем 0:3 Лутон Таун 2:1 Рексем                                                        | Уимблдон 0:0 Лутон Таун Уимблдон победил 4:3 по пенальти                      |
| 2011/12 | Лутон Таун 2:0 Рексем 2:1 Лутон Таун                                                     | Йорк Сити 1:1 Мансфилд Таун 0:1 Йорк Сити в дополнительное время                        | Лутон Таун 1:2 Йорк Сити                                                      |
| 2012/13 | Рексем 2:1 Киддерминстер Харриерс 1:3 Рексем                                             | Гримсби Таун 0:1 Ньюпорт Каунти 1:0 Гримсби Таун                                        | Рексем 0:2 Ньюпорт Каунти                                                     |
| 2013/14 | Галифакс Таун 1:0 Кембридж Юнайтед 2:0 Галифакс Таун                                     | Гримсби Таун 1:1 Гейтсхед 3:1 Гримсби Таун                                              | Кембридж Юнайтед 2:1 Гейтсхед                                                 |
| 2014/15 | Форест Грин Роверс 0:1 Бристоль Роверс 2:0 Форест Грин Роверс                            | Гримсби Таун 3:0 Истли 1:2 Гримсби Таун                                                 | Бристоль Роверс 1:1 Гримсби Таун Бристоль Роверс победил 5:3 по пенальти      |
| 2015/16 | Дувр Атлетик 0:1 Форест Грин Роверс 1:1 Дувр Атлетик                                     | Гримсби Таун 0:1 Брейнтри Таун 0:2 Гримсби Таун                                         | Форест Грин Роверс 1:3 Гримсби Таун                                           |
| 2016/17 | Олдершот Таун 0:3 Транмир Роверс 2:2 Олдершот Таун                                       | Дагенем энд Редбридж 1:1 Форест Грин Роверс 2:0 Дагенем энд Редбридж                    | Транмир Роверс 1:3 Форест Грин Роверс                                         |
| 2017/18 | Транмир Роверс 4:2 Эббсфлит Юнайтед В дополнительное время                               | Саттон Юнайтед 2:3 Борэм Вуд                                                            | Транмир Роверс 2:1 Борэм Вуд                                                  |
| 2018/19 | Солихалл Мурс 0:1 Файлд                                                                  | Истли 1:1 Солфорд Сити Солфорд Сити победил 4:3 по пенальти                             | Файлд 0:3 Солфорд Сити                                                        |

## Рекорды
- Наибольшее число побед в сезоне: 31 — «Олдершот Таун», 2007/08, «Кроли Таун», 2010/11, «Флитвуд Таун», 2011/12
- Наибольшее число побед в сезоне подряд: 12 — «Бертон Альбион», 2008/09, «Мансфилд Таун», 2012/13
- Наименьшее число поражений в сезоне: 3 — «Йовил Таун», 2002/03, «Кроли Таун», 2010/11
- Наибольшее количество голов, забитых в сезоне: 103
  - «Барнет», 1990/91
  - «Херефорд Юнайтед», 2003/04
- Наименьшее число пропущенных мячей за сезон: 24
  - «Кеттеринг Таун», 1993/94
  - «Стивенидж Боро», 2009/10
- Больше всего очков в сезоне: 105 — «Кроли Таун», 2010/11
- Наименьшее число очков в сезоне: 10 — «Хайд», 2013/14
- Наибольшая разница мячей: 67 — «Лутон Таун», 2013/14
- Самая крупная победа: 9:0
  - «Ранкорн» против «Энфилда», 3 марта 1990
  - «Саттон Юнайтед» против «Гейтсхеда», 22 сентября 1990
  - «Херефорд Юнайтед» против «Дагенем энд Редбридж», 27 февраля 2004
  - «Рашден энд Даймондс» против «Уэймут», 21 февраля 2009
- Рекорд посещаемости: 47 029 «Бристоль Роверс» против «Гримсби Таун» на «Уэмбли», финал плей-офф, 17 мая 2015